# Сяо Хим Фа, Адам
Адам Сяо Хим Фа (фр. Adam Siao Him Fa; род. 31 января 2001, Бордо) — французский фигурист,  выступающий в одиночном катании. Бронзовый призёр чемпионата мира (2024), двукратный чемпион Европы (2023, 2024), бронзовый призёр чемпионата Европы (2025), победитель Гран-при Франции (2022—2024) и Китая (2023), двукратный чемпион Франции (2023, 2024), четырёхкратный серебряный призёр чемпионата Франции (2019—2022).
По состоянию на 30 марта 2025 года занимает 3-е место в рейтинге Международного союза конькобежцев (ИСУ).

## Биография
Сяо Хим Фа родился 31 января 2001 года в Бордо, Франция. Он самый младший из четырёх детей. Имеет китайские и вьетнамские корни. Его родители, отец Даниэль (врач) и мать Патрисия, родом из Маврикия, откуда они переехали во Францию в начале 1980-х годов. Адам учился в коллеже Юбертин Оклер в Тулузе.

## Карьера

### Ранняя карьера
Сяо Хим Фа начал заниматься фигурным катанием в 2006 году в Бордо. В детстве он тренировался под руководством Валери Су, Корнелии Пакье, Натали Депуйи и Лорана Депуйи. Он начал тренироваться в Тулузе в 2011 году, потому что ледовый каток в Бордо не работал. Он дебютировал среди новисов в марте 2013 года, в марте 2014 года выиграл титул на чемпионате Франции среди новисов.
Тренируемый Родольфом Марешалом и Батистом Порке, Сяо Хим Фа начал выступать на юношеском международном уровне в октябре 2015 года. В феврале он участвовал на Зимних юношеских Олимпийских играх 2016 года, прошедших в Хамаре, Норвегия, и занял там десятое место.

### Юниорский период
Его дебют на юниорской серии Гран-при состоялся в августе 2016 года. Он финишировал вне первой десятки на обоих этапах Гран-при среди юниоров.
В сентябре 2017 года Сяо Хим Фа начал тренироваться под руководством Брайана Жубера в Пуатье. Он финишировал девятым на обоих этапах Гран-при среди юниоров. Занял четвёртое место среди взрослых на чемпионате Франции в декабре 2017 года, взял серебро на соревнованиях среди юниоров в феврале 2018 года. В марте он прошёл квалификацию в финальный сегмент чемпионата мира среди юниоров 2018 года; он занял шестнадцатое место в короткой программе, девятнадцатое в произвольной программе и семнадцатое в общем зачёте на соревнованиях в Софии.
Участвуя в серии юниорской серии Гран-при 2018 года, Сяо Хим Фа завоевал бронзу на этапе в Канаде, а затем — золото на этапе в Армении. Благодаря своим результатам он прошёл в финал юниорского Гран-при в Ванкувере. Занял четвёртое место в финале, установив новые личные рекорды в произвольной программе и общем зачёте. Он выиграл серебряную медаль на чемпионате Франции 2019 года. На своем первом чемпионате Европы Сяо Хим Фа занял двенадцатое место, установив при этом три новых личных рекорда. На чемпионате мира среди юниоров 2019 года он занял восьмое место в короткой программе с чистым катанием и ещё одним новым личным рекордом, завершил турнир на шестом месте.
Из-за травмы, полученной при падении, в новом сезоне Сяо Хим Фа не сумел повторить свой предыдущий успех на юниорском Гран-при. В октябре он поднялся на свой первый подиум на турнире серии «челленджер», взяв бронзу на Ice Star 2019 года. Он неоднократно становился серебряным призёром чемпионата Франции и чемпионом страны среди юниоров.
В январе 2020 года Сяо Хим Фа участвовал в чемпионате Европы 2020 года в Граце. После неудачного выступления в короткой программе он был на грани того, чтобы не пройти квалификацию в произвольную программу, но стал двадцать четвёртым и последним, кто прошёл квалификацию после того, как его соотечественник Кевин Эймоз неудачно выступил в короткой программе и не смог пройти квалификацию. Он выступил намного лучше в произвольной программе, исполнил каскад четверной тулуп — тройной тулуп, четверной сальхов и четверной тулуп, занял шестое место в произвольной программе и поднялся на одиннадцатое место в общем зачёте. Завершил сезон седьмым результатом на чемпионате мира среди юниоров 2020 года в Таллине.
Сяо Хим Фа объявил о смене тренера 28 мая 2020 года, решив присоединиться к Лорану Депуйи в Курбевуа.

### Сезон 2020—2021
Поскольку пандемия COVID-19 повлияла на международные соревнования, ISU решила назначить Гран-при на основе географического положения. Сяо Хим Фа должен был дебютировать в Гран-при на Internationaux de France 2020 года, но мероприятие было отменено. В феврале Сяо Хим Фа выиграл свою третью подряд серебряную медаль на национальном чемпионате.
Сяо Хим Фа завершил сезон в составе сборной Франции на командном чемпионате мира 2021 года. Он занял восьмое место в короткой программе и девятое в произвольной программе, а сборная Франции заняла пятое место в общем зачёте.

### Сезон 2021—2022
Сяо Хим Фа начал олимпийский сезон 2021/22, соревнуясь на «челленджере» Lombardia Trophy 2021, где он выиграл серебряную медаль и установил три новых личных рекорда. Затем он был назначен на турнир Nebelhorn Trophy 2021, где выиграв серебряную медаль, сумел завоевать две квоты для французских одиночников на предстоящие зимние Олимпийские игры 2022 года. Он дебютировал во взрослой серии Гран-при на Skate America 2021, где занял девятое место. На своём втором этапе Гран-при, на Internationaux de France 2021, он стал восьмым, установив новый личный рекорд в произвольной программе. На чемпионате Франции завоевал серебряную медаль, после национального первенства был включён в состав сборной Франции на Олимпийские игры в Пекине.
На Олимпийских играх в короткой программе упал с четверного сальхова и занимал промежуточное четырнадцатое место. В произвольной программе стал тринадцатым, в итоговом зачёте расположился на четырнадцатом месте.
На чемпионате мира в Монпелье после короткой программы занимал десятое место. В произвольной программе показал хороший прокат и стал шестым, по результатам двух программ занял восьмое место.

### Сезон 2022—2023
Новый сезон начал с победы на турнире серии «челленджер» Lombardia Trophy 2022. На своём первом этапе Гран-при во Франции после короткой программы занимал третье место. Он выиграл произвольную программу, при этом улучшил свой личный рекорд в произвольной программе и по сумме. По сумме двух программ набрал 268,98 балла и впервые в своей карьере одержал победу на этапе Гран-при. Также он стал первым за последние 13 лет французом после своего бывшего тренера Брайана Жубера на NHK Trophy 2009, выигравшим этап Гран-при. На японском этапе NHK Trophy занимал третье место после короткой программы, но в произвольной программе выступил с ошибками и в итоге занял пятое место, что не позволило ему отобраться в финал Гран-при. В декабре впервые одержал победу на чемпионате Франции, обыграв пятикратного чемпиона Франции Кевина Эймоза.
На чемпионате Европы 2023 без ошибок исполнил все прыжки, на максимальный уровень исполнил все вращения и дорожку шагов и выиграл короткую программу. В произвольной программе исполнил каскад четверной тулуп — двойной тулуп, но упал с сольного четверного тулупа и допустил ошибку на четверном сальхове, все непрыжковые элементы исполнил на максимальный четвёртый уровень, по итогам произвольной на 2,22 балла уступил Маттео Риццо. По сумме двух программ Сяо Хим Фа набрал 267,77 балла и выиграл чемпионат Европы.
На чемпионате мира в Сайтаме занял двенадцатое место в короткой программе, восьмое — в произвольной, по итогам двух программ занял десятое место. Завершил сезон на командном чемпионате мира, где в составе сборной Франции занял пятое место.

## Программы
| Сезон     | Короткая программа | Произвольная программа | Показательные номера |
| --------- | --- | --- | --- |
| 2024—2025 | - «Gangsta’s Paradise» Кулио, L.V. в исполнении 2WEI - «X Gon' Give It to Ya» DMX хореография: Бенуа Ришо - «S.O.S. d'un terrien en détresse» (из рок-оперы «Стармания») Мишель Берже, Люк Пламондон в исполнении Грегори Лемаршаля хореография: Бенуа Ришо | - «Дюна»: - «Paul's Dream» - «The Shortening of the Way» - «A Time of Quiet Between the Storms» Ханс Циммер - «Fallout» (из мультсериала «Аркейн») Александр Темпл, Рэй Чен хореография: Бенуа Ришо | |
| 2023—2024 | - «The Prophet» Гэри Мур хореография: Бенуа Ришо | - «Departure (Home)» - «The Quality of Mercy» Макс Рихтер - «Mercy (Voiceless Mix)» Макс Рихтер, Мари Самуэльсен - «Refuge» Power-Haus, Рос Стивен хореография: Бенуа Ришо                          | - «Звёздные войны» Джон Уильямс - «Daylight» Дэвид Кушнер                                                                     |
| 2022—2023 | - «Rain, In Your Black Eyes» Эцио Боссо хореография: Бенуа Ришо | - «Horizons Into Battleegrounds» - «Minus Sixty One» - «Run Boy Run» Woodkid хореография: Бенуа Ришо                                                                                                | - «Звёздные войны» Джон Уильямс аранжировка: Максим Родригес хореография: Бенуа Ришо - «Mi Gente» Джей Бальвин и Уилли Уильям |
| 2021—2022 | - «Звёздные войны» Джон Уильямс аранжировка: Максим Родригес хореография: Бенуа Ришо | - Daft Punk попурри аранжировка: Седрик Тур хореография: Бенуа Ришо | - «Leave a Light On» Том Уокер аранжировка: Максим Родригес хореография: Бенуа Ришо                                           |
| 2020—2021 | - «Звёздные войны» Джон Уильямс аранжировка: Максим Родригес хореография: Бенуа Ришо | - «Leave a Light On» Том Уокер аранжировка: Максим Родригес хореография: Бенуа Ришо | |
| 2019—2020 | - «Never Tear Us Apart» в исполнении Джо Кокера - «Dust and Light» Дэвид Трэвис Эдвардс в исполнении Twelve Titans - «Lords of Lankhmar» Пол Динетир в исполнении Audiomachine хореография: Лори Мэй, Фабьян Бурза                                          | - «Golden Age» Woodkid хореография: Лори Мэй, Фабьян Бурза | |
| 2018—2019 | - «Archangel» Two Steps from Hell - «Flying» Dan, Дерин Каллен - «Star Sky» Two Steps from Hell хореография: Николай Морозов | - «Take Me to Church» Хозиер хореография: Марина Анисина - «Weight of Love» The Black Keys хореография: Николай Морозов                                                                             | |

## Спортивные достижения
| Соревнования                            | 15/16         | 16/17         | 17/18         | 18/19         | 19/20         | 20/21         | 21/22         | 22/23         | 23/24         | 24/25         |
| Международные                           | Международные | Международные | Международные | Международные | Международные | Международные | Международные | Международные | Международные | Международные |
| --------------------------------------- | ------------- | ------------- | ------------- | ------------- | ------------- | ------------- | ------------- | ------------- | ------------- | ------------- |
| Олимпийские игры                        |               |               |               |               |               |               | 14            |               |               |               |
| Чемпионат мира                          |               |               |               |               |               |               | 8             | 10            | 3             | 4             |
| Чемпионат Европы                        |               |               |               | 12            | 11            |               |               | 1             | 1             | 3             |
| Финал Гран-при                          |               |               |               |               |               |               |               |               | 4             |               |
| Этап Гран-при: Skate America            |               |               |               |               |               |               | 9             |               |               |               |
| Этап Гран-при: Internationaux de France |               |               |               |               |               |               | 8             | 1             | 1             | 1             |
| Этап Гран-при: NHK Trophy               |               |               |               |               |               |               |               | 5             |               |               |
| Этап Гран-при: Cup of China             |               |               |               |               |               |               |               |               | 1             | 3             |
| Челленджер: Lombardia Trophy            |               |               |               |               |               |               | 2             | 1             |               |               |
| Челленджер: Nebelhorn Trophy            |               |               |               |               |               |               | 2             |               | 1             |               |
| Челленджер: Trophée Métropole Nice      |               |               |               |               |               |               |               |               |               | 1             |
| Челленджер: Золотой конёк Загреба       |               |               |               |               | 7             |               |               |               |               |               |
| Челленджер: Ice Star                    |               |               |               |               | 3             |               |               |               |               |               |
| Челленджер: Alpen Trophy                |               |               |               | 7             |               |               |               |               |               |               |
| Trophée Métropole Nice                  |               |               |               |               |               |               |               | 1             | 1             |               |
| Challenge Cup                           |               |               |               |               |               | 3             |               |               |               |               |
| Shanghai Trophy                         |               |               |               |               |               |               |               |               | 1             |               |
| Sonja Henie Trophy                      |               |               |               |               |               |               |               |               |               | 1             |
| Международные командные                 |               |               |               |               |               |               |               |               |               |               |
| Командный чемпионат мира                |               |               |               | 4             |               | 5             |               | 5             |               | 4             |
| Международные среди юниоров             |               |               |               |               |               |               |               |               |               |               |
| Чемпионат мира среди юниоров            |               |               | 17            | 6             | 7             |               |               |               |               |               |
| Юношеские Олимпийские игры              | 10            |               |               |               |               |               |               |               |               |               |
| Финал юниорского Гран-при               |               |               |               | 4             |               |               |               |               |               |               |
| Этап Гран-при: Италия                   |               |               | 9             |               | 5             |               |               |               |               |               |
| Этап Гран-при: Армения                  |               |               |               | 1             |               |               |               |               |               |               |
| Этап Гран-при: Франция                  |               | 14            |               |               |               |               |               |               |               |               |
| Этап Гран-при: Канада                   |               |               |               | 3             |               |               |               |               |               |               |
| Этап Гран-при: Эстония                  |               | 12            |               |               |               |               |               |               |               |               |
| Этап Гран-при: Хорватия                 |               |               | 9             |               | 8             |               |               |               |               |               |
| ЕЮОФ                                    |               | 7             |               |               |               |               |               |               |               |               |
| Кубок Ниццы                             | 4             | 2             |               |               |               |               |               |               |               |               |
| Кубок Таллина                           | 7             |               |               |               |               |               |               |               |               |               |
| Национальные                            |               |               |               |               |               |               |               |               |               |               |
| Чемпионат Франции                       | 8             | 8             | 4             | 2             | 2             | 2             | 2             | 1             | 1             |               |
| Чемпионат Франции среди юниоров         | 4             | 1             | 2             | 1             | 1             |               |               |               |               |               |
| Master's de Patinage                    |               |               |               |               |               |               | 1             | 1             | 1             |               |